# 2339 Anacreon
A 2339 Anacreon (ideiglenes jelöléssel 2509 P-L) a Naprendszer kisbolygóövében található aszteroida. Cornelis Johannes van Houten, Ingrid van Houten-Groeneveld és Tom Gehrels fedezte fel 1960. szeptember 24-én.